# تلمبة شهيد أحمد دوران
تلمبة شهيد أحمد دوران (بالفارسية: تلمبه شهيداحمددوران) هي منطقة سكنية تقع في فارس في إيران.